# 上杉憲直
上杉 憲直（うえすぎ のりなお）は、室町時代の武将。4代鎌倉公方・足利持氏の側近。上杉氏の庶流・宅間上杉家の一族。武蔵国榎下城主。

## 略歴
永享10年（1438年）の永享の乱の際には、足利持氏の側近として関東管領・山内上杉家と対立して榎下城に拠った。大手の合戦では味方が勝利していたが、幕府方の今川軍が足柄山を越えて相州西郡まで押し寄せたという知らせが来たため足利持氏方の大将として早川尻において幕府軍と戦った。
永享記によると、9月27日に相州早川尻にて、矢を一筋射交わす暇もなく大軍の中に駆け入って激しく戦ったが、敵が余りにも大軍であったため多くの戦死者、逃亡者を出し、頼りにしていた肥田勘解由左衛門、蒲田弥次郎、足立、荻窪といった一族若党も討死した。その後、持氏方は相模の海老名まで退き、鎌倉に落ちようとしたが、途中で上杉憲実の家宰・長尾忠政・景仲の軍と遭遇し、持氏は幕府への恭順を誓って投降、出家した。
憲直や一色直兼ら持氏の近臣は恭順のため相模金沢の称名寺に入ったが許されず、幕府軍の攻撃を受け、子・憲家と共に自害した。